# Vivianne Miedema
Anna Margaretha Marina Astrid Miedema (ur. 15 lipca 1996 w Hoogeveen) – holenderska piłkarka występująca na pozycji napastniczki w angielskim klubie Arsenal oraz w reprezentacji Holandii.

## Kariera klubowa
Wychowanka klubów HZVV i VV de Weide. W 2011 rozpoczęła karierę piłkarską w sc Heerenveen. Latem 2014 została zaproszona do Bayernu Monachium, z którym w sezonie 2014/2015 zdobyła pierwszy tytuł klubu od roku 1976 nie przegrywając ani jednego meczu. W maju 2017 Vivianne podpisała kontrakt z londyńskim klubem Arsenal W.F.C., dla którego pierwszą bramkę strzeliła 29 października 2017 w ligowym meczu z Evertonem. Sezon 2018/2019 zaczął się dla Miedemy doskonale, kiedy to w meczu otwarcia z Liverpoolem (wygranym przez Arsenal 5:0) strzeliła hat-tricka.

## Kariera reprezentacyjna
26 września 2013 w wieku 17 lat debiutowała w narodowej reprezentacji Holandii w meczu z Albanią wygranym 4:0. Rok później, w trakcie Mistrzostw Europy U19 Kobiet doprowadziła Holandię do tytuły strzelając sześć bramek, co wystarczyło do zostania najlepszym strzelcem turnieju oraz otrzymania nagrody za bycie najlepszą zawodniczką mistrzostw. Od tej pory kariera reprezentacyjna Vivianne nabierała rozpędu. W ostatnim meczu eliminacji do Mistrzostw Świata w Piłce Nożnej Kobiet 2015 przeciwko Włoszkom (3:2 w dwumeczu dla Holandii) zdobyła wszystkie bramki swojej reprezentacji i zapewniła jej pierwszy awans na Mundial w historii (w kwalifikacjach strzeliła łącznie 16 goli, najwięcej ze wszystkich piłkarek). Za swoje osiągnięcia została okrzyknięta "najbardziej utalentowaną napastniczką w Europie". Vivianne nie zawiodła także swojej drużyny w trakcie Mistrzostw Europy w Piłkę Nożną Kobiet 2017, kiedy to w półfinałowym meczu z Anglią strzeliła zwycięskiego gola, zaś w finałowym pojedynku z Danią zdobyła dwie bramki, co wystarczyło Holenderkom do wywalczenia pierwszego w historii tytułu mistrzowskiego.

## Sukcesy i odznaczenia
Reprezentacja Holandii
- mistrzyni Europy U-19: 2014
- mistrzyni Europy: 2017

Bayern Monachium
- mistrzyni Niemiec: 2014/15, 2015/16

Sukcesy indywidualne
- królowa strzelców BeNe League: 2013/14 (41 goli)
- królowa strzelców Mistrzostw Europy U-19: 2014 (6 goli)
- najlepsza piłkarka Mistrzostw Europy U-19: 2014
- królowa strzelców Ligi Mistrzów UEFA: 2016/2017
- London Football Awards Women's Player of the Year: 2019